# Mochizuki Keisuke
Pour les articles homonymes, voir Mochizuki.
Mochizuki Keisuke est un nom japonais traditionnel ; le nom de famille (ou le nom d'école), Mochizuki, précède donc le prénom (ou le nom d'artiste).
Mochizuki Keisuke (望月圭介) (1er avril 1867 - 1er janvier 1941) est un homme politique et ministre japonais.

## Biographie
Né à Ōsakikamijima, île de la mer intérieure de Seto, dans l'actuelle préfecture de Hiroshima, Mochizuki est le fils d'un entrepreneur et armateur. Il se rend à Tokyo à 13 ans pour étudier l'anglais, et revient à 17 ans pour travailler dans l'entreprise familiale. Cependant, il commence à s'intéresser à la politique et s'implique dans le parti libéral. Il est élu à la chambre des représentants du Japon lors des élections législatives japonaises de 1898 et sera réélu 13 fois pour le même district.
Au début de sa carrière, Mochizuki est un fervent opposant du factionnalisme de la diète du Japon basé sur des affiliations d'anciens clans. Il rejoint plus tard le parti Kenseitō mais devient finalement l'un des membres fondateurs du Rikken Seiyūkai d'Itō Hirobumi en 1900. Il gravit les échelons du parti jusqu'à devenir secrétaire-général dans le gouvernement du Premier ministre Hara Takashi. 
Mochizuki rejoint d'abord le gouvernement de Tanaka Giichi en 1927 comme ministre des Communications. L'année suivante, il est nommé ministre de l'Intérieur.
Durant sa période au ministère de l'Intérieur, le Parti communiste japonais illégal connaît un regain d'activité en 1928 ce qui mène à l'incident du 15 mars durant lequel la police arrête plus de 1 600 communistes ou suspectés communistes en application des lois de préservation de la paix. La même année, il appuie un nouvel amendement de la loi, faisant passer la condamnation à dix ans de prison en condamnation à mort.
Toujours ministre de l'Intérieur en 1927, Mochizuki répond à une pétition de la féministe Shidzue Katō sur le vote des femmes en lui disant de rentrer chez elle laver les couches de son bébé parce que la place des femmes est à la maison.
Cependant, Mochizuki rompt avec le parti Seiyūkai en 1934, formant l'éphémère Showa-kai en 1935. Il retourne au gouvernement comme ministre des Communications de 1935 à 1936 et sert comme conseiller du cabinet de Mitsumasa Yonai en 1940.
Mochizuki meurt juste avant le déclenchement de la guerre du Pacifique. Sa lieu de naissance à Ōsakikamijima est transformé en musée et sa tombe se trouve au cimetière de Tama à Tokyo.